# Peso superligero
Peso superligero, peso wélter júnior o peso wélter ligero es una categoría competitiva del boxeo y otros deportes de combate, que agrupa a competidores de peso intermedio. En el boxeo profesional (varones mayores) la categoría abarca a los púgiles que pesan más de 61,237 kg (135 lb) y menos de 63,503 kg (140 lb). En el boxeo aficionado (varones mayores) la categoría abarca a los boxeadores que pesan más de 60 kg (132,28 lb) y menos de 64 kg (141,10 lb).

## Historia
El primer campeón estadounidense superligero fue Pinky Mitchell, quien fue considerado como tal por una votación de los lectores de la revista Boxing Blade el 22-11-1923. No obstante el primer combate oficial por el título fue el 30-1-1923 entre Pinky Michell y Bud Logan en el que MItchell ganara a los puntos en 10 asaltos. El reconocimiento general de la categoría fue relativamente lento, y la Comisión Atlética del Estado de Nueva York NYSAC la reconoció en 1930. La Asociación Nacional de Boxeo de Estados Unidos NBA lo hizo en 1935.
En la década de 1940 tan solo se reconoce una pelea por el título en 1946 y después no se disputará otro hasta 1959, cuando Carlos Ortiz ganó el título vacante con una victoria ante Kenny Lane. 
Pero no será hasta 1962 con la AMB y después en 1963 con la WBC que se reconocerá la categoría de forma regular hasta nuestros días. 
Años después la IBF inaugurará el título en 1984, siendo su primer campeón superligero el estadounidense Aaron Pryor y lo mismo ocurrirá en 1989 con la WBO y su primer campeón Hector Camacho.

En el campo amateur, los Juegos Olímpicos incorporaron la categoría superligero en 1952, con un rango de peso de 60 a 63,5 kg, que en 2004 fue modificado al actual rango de 60 a 64 kg.

## Mujeres y cadetes
En el boxeo profesional no existen diferencias entre varones y mujeres en lo relativo a los límites entre las categorías, con la aclaración que en las mujeres no existe la categoría de peso superpesado y, por lo tanto, la categoría máxima es peso pesado.
En el boxeo amateur sí existen diferencias, en los límites de las categorías, de los varones mayores (adultos y júniores) con respecto a las mujeres y los cadetes (menores de edad). En el caso del boxeo femenino, la categoría superligero tiene un rango de peso de 57 a 60 kg.

## Campeones mundiales profesionales
| Asociación | Desde                | Campeón        | País                 | Récord       | Defensas |
| ---------- | -------------------- | -------------- | -------------------- | ------------ | -------- |
| Super WBA  | 20 de agosto de 2022 | Alberto Puello | República Dominicana | 21–0 (10 KO) | 0        |
| WBA        | 26 de junio de 2021  | Gervonta Davis | Estados Unidos       | 27–0 (25 KO) | 0        |
| WBC        | 1 de julio de 2022   | Vacante        |                      |              |          |
| IBF        | 20 de agosto de 2022 | Subriel Matías |                      |              |          |
| WBO        | 22 de mayo de 2021   | Josh Taylor    | Reino Unido          | 19–0 (13 KO) | 1        |

Actualizado el 28/10/2022

## Campeones amateurs

### Campeones olímpicos
- Juegos Olímpicos de 1952 –  Charles Adkins (USA)
- Juegos Olímpicos de 1956 –  Vladimir Yengibaryan (URS)
- Juegos Olímpicos de 1960 –  Bohumil Nemeček (TCH)
- Juegos Olímpicos de 1964 –  Jerzy Kulej (POL)
- Juegos Olímpicos de 1968 –  Jerzy Kulej (POL)
- Juegos Olímpicos de 1972 –  Ray Seales (USA)
- Juegos Olímpicos de 1976 –  Ray Leonard (USA)
- Juegos Olímpicos de 1980 –  Patrizio Oliva (ITA)
- Juegos Olímpicos de 1984 –  Jerry Page (USA)
- Juegos Olímpicos de 1988 –  Vyacheslav Yanovskiy (URS)
- Juegos Olímpicos de 1992 –  Héctor Vinent (CUB)
- Juegos Olímpicos de 1996 –  Héctor Vinent (CUB)
- Juegos Olímpicos de 2000 –  Mahamadkadyz Abdullaev (UZB)
- Juegos Olímpicos de 2004 –  Manus Boonjumnong (THA)
- Juegos Olímpicos de 2008 –  Félix Díaz (DOM)
- Juegos Olímpicos de 2012 –  Roniel Iglesias (CUB)
- Juegos Olímpicos de 2016 –  Fazliddin Gaibnazarov (UZB)

### Otras organizaciones mundiales
- Asociación Mundial de Boxeo
- Consejo Mundial de Boxeo
- Organización Mundial de Boxeo
- Federación Mundial de Boxeo Profesional
- Organización Internacional de Boxeo